# Amtsgericht Betzdorf

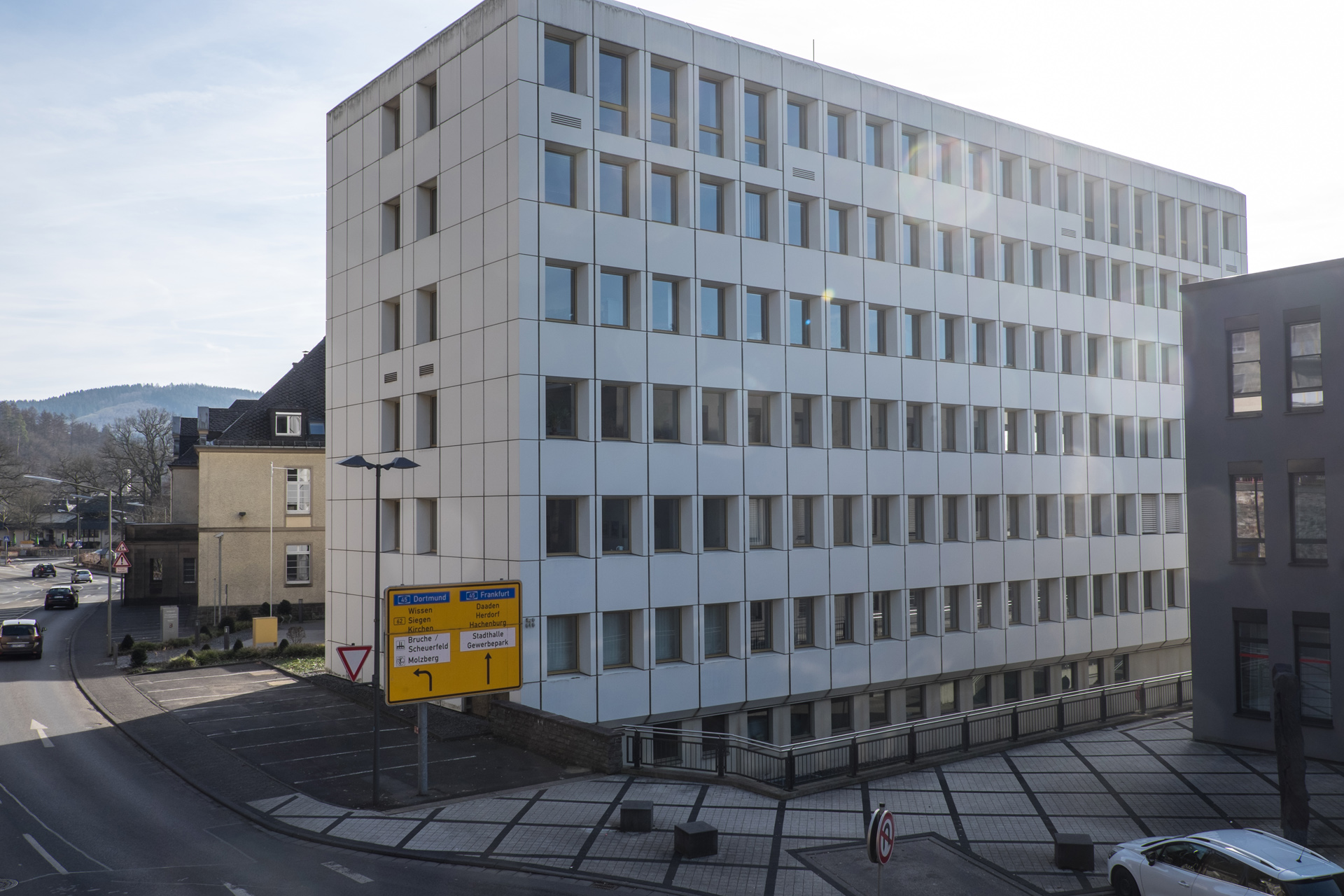
Amtsgericht Betzdorf (2019)

Das Amtsgericht Betzdorf ist ein Gericht der ordentlichen Gerichtsbarkeit in Rheinland-Pfalz mit Sitz in Betzdorf. Es entstand im Jahre 1967 durch Zusammenlegung der ehemaligen Amtsgerichte Kirchen, Daaden und Wissen.

## Gerichtssitz und -bezirk
Das Gericht hat seinen Sitz in Betzdorf. Es gehört zum Landgerichtsbezirk Koblenz. Der Amtsgerichtsbezirk Betzdorf umfasst das Gebiet der Verbandsgemeinden Daaden-Herdorf, Betzdorf-Gebhardshain, Kirchen und Wissen mit insgesamt etwa 82.000 Einwohnern.

## Gebäude
Das Gerichtsgebäude befindet sich in der Friedrichstraße 17 in Betzdorf.

## Mitarbeiter
Gegenwärtig (Stand 2014) sind am Amtsgericht Betzdorf etwa 50 Mitarbeiter beschäftigt.

## Zuständigkeit
Das Amtsgericht ist für alle Angelegenheiten zuständig, die bei einem Amtsgericht anhängig gemacht werden können und ist damit zugleich Strafgericht, Zivilgericht, Familiengericht, Grundbuchamt, Betreuungsgericht, Nachlassgericht und Vollstreckungsgericht.

## Übergeordnete Gerichte
Dem Amtsgericht Betzdorf ist das Landgericht Koblenz übergeordnet. Zuständiges Oberlandesgericht ist das Oberlandesgericht Koblenz.